# Les Noces d'argent (film, 1927)
Pour l’article homonyme, voir Les Noces d'argent.

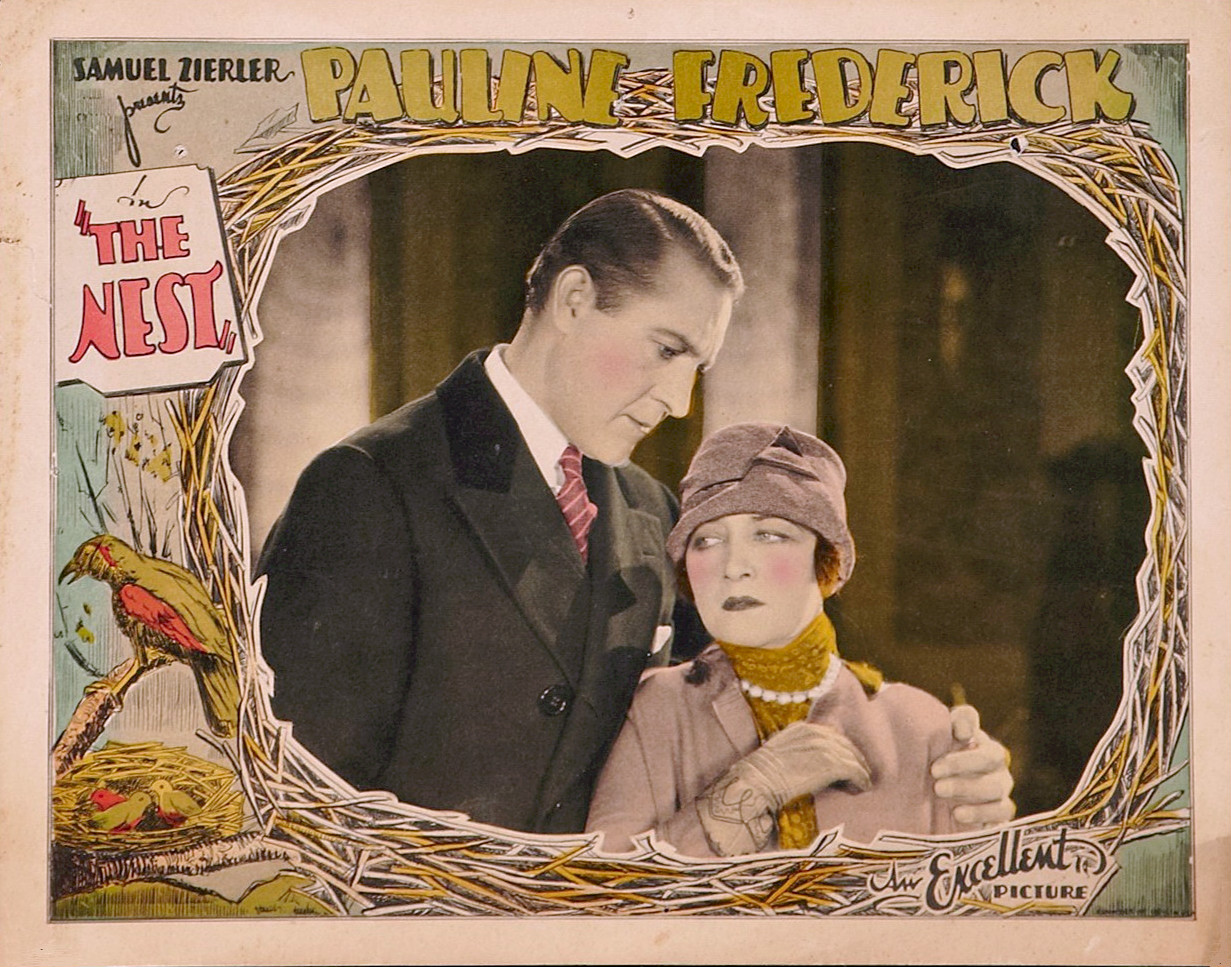
Carte promotionnelle du film.

Les Noces d'argent (The Nest) est un film américain réalisé par William Nigh et sorti en 1927.

## Synopsis

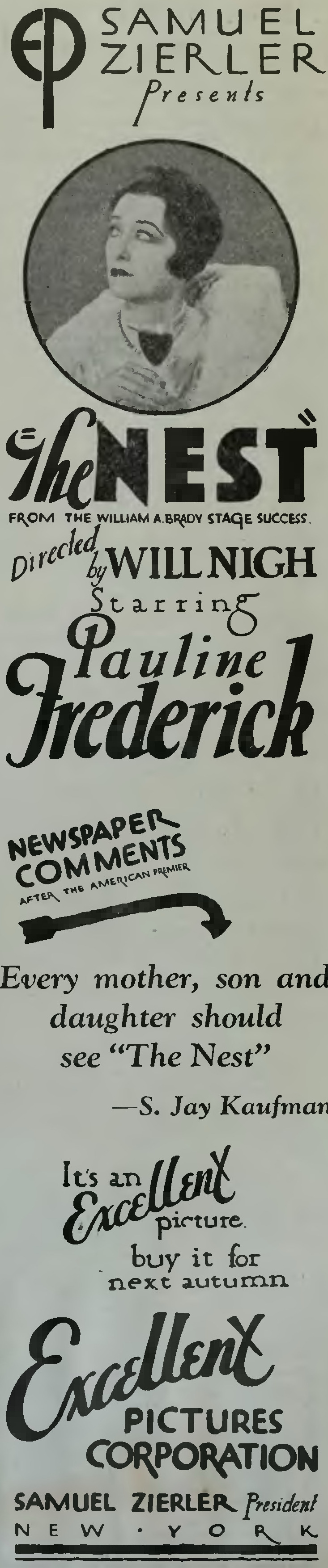
Publicité pour le film.

## Fiche technique
- Titre original : The Nest
- Réalisation : William Nigh
- Scénario : Charles E. Whittaker d'après Les noces d'argent de Paul Géraldy.
- Photographie : John W. Brown, Harry Stradling Sr.
- Distributeur : Excellent Pictures
- Durée : 8 bobines[1]
- Date de sortie : 
  - États-Unis : 1er septembre 1927

## Distribution
- Pauline Frederick : Mrs. Hamilton
- Holmes Herbert : Richard Elliot
- Thomas Holding : Archer Hamilton
- Ruth Dwyer : Susan Hamilton
- Reginald Sheffield : Martin Hamilton
- Rolland Flander : Monroe
- Jean Acker : Belle Madison
- Wilfred Lucas : Howard Hardy